# 蒂耶尔塞
蒂耶尔塞（法語：Tiercé，法語發音：[tjɛʁse] ⓘ）是法国曼恩-卢瓦尔省的一个市镇，位于该省东北部，属于昂热区。

## 地理
蒂耶尔塞（47°36'54"N, 0°28'3"W）面积33.7 平方千米，位于法国卢瓦尔河地区大区曼恩-卢瓦尔省，该省份为法国西部内陆省份，大致对应安茹地区，北起顺时针与马耶讷省、萨尔特省、安德尔-卢瓦尔省、维埃纳省、德塞夫勒省、旺代省、大西洋卢瓦尔省和伊勒-维莱讷省接壤。
与蒂耶尔塞接壤的市镇（或旧市镇、城区）包括：巴拉塞、布里奥莱、谢夫、埃特里谢、卢瓦河畔蒙特勒伊、卢瓦河畔塞什、安茹地区里沃迪卢瓦、萨尔特河畔莫拉讷-多姆赖。
蒂耶尔塞的时区为UTC+01:00、UTC+02:00（夏令时）。

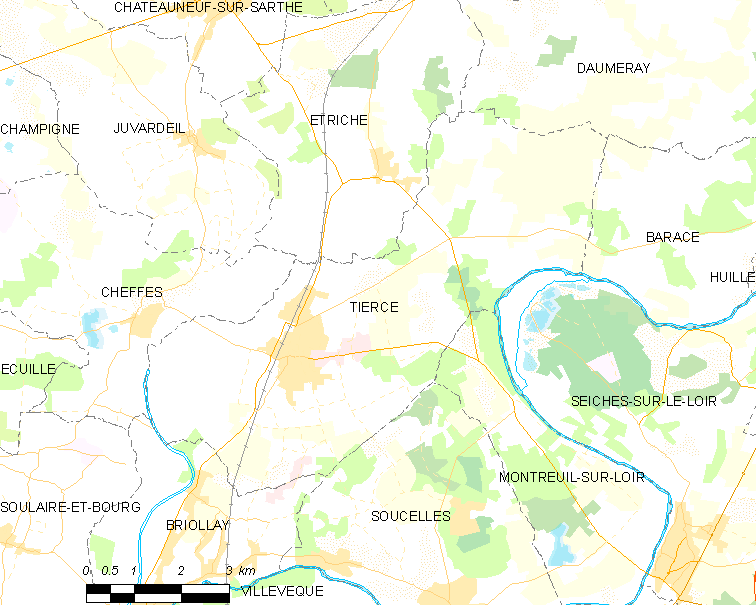
蒂耶尔塞的OSM定位图

## 行政
蒂耶尔塞的邮政编码为49125，INSEE市镇编码为49347。

## 政治
蒂耶尔塞所属的省级选区为蒂耶尔塞县。

## 交通
勒芒—昂热铁路经过境内并设站。

## 人口

1962-2008年间蒂耶尔塞人口变化图示

蒂耶尔塞于2022年1月1日时的人口数量为4498人。